# Stora Köpinge distrikt
Stora Köpinge distrikt är ett distrikt i Ystads kommun och Skåne län. 
Distriktet ligger vid kusten öster om Ystad. 

## Tidigare administrativ tillhörighet
Distriktet inrättades 2016 och utgörs av socknen Stora Köpinge i Ystads kommun.
Området motsvarar den omfattning Stora Köpinge församling hade 1999/2000.